# Извержение Везувия (1944)
Извержение вулкана Везувий произошло 12—21 марта 1944 года, в разгар Второй мировой войны, и вызвало обширные разрушения в окрестностях вулкана, но не повлекло за собой многочисленных человеческих жертв. Количество погибших составило, по разным данным, 26 или 27 человек, основная причина смерти людей — обрушение крыш домов под тяжестью выпавшего пепла. Наиболее активная фаза извержения отмечена 18 марта, последним днем извержения было 24 марта.

## Описание
Один из лавовых потоков разрушил города Сан-Себастьяно и Масса. Высота фонтана лавы из центрального кратера достигала 800 м, а эруптивная колонна поднималась над вулканом на высоту до 9000 м.
Самые большие разрушения причинил поток лавы, излившейся 18 марта. Расплавленная масса двигалась потоком 90 метров в ширину и 9 метров в глубину и затопила Сомму, Арио-де-Кавалло, Массу и Сан-Себастиано. Проходя через города, она оставляла за собой широкую полосу разрушений и руины снесённых лавой домов. Другие потоки лавы вытекали с западной стороны конуса, отрезав и перекрыв железную дорогу и фуникулер «Везувиана». Одновременно сильно возросла вулканическая активность в кратере, при этом в атмосферу выбрасывалось огромное количество пепла и шлака.
Мильтон Брэкер, находившийся там, чтобы освещать ход войны в The New York Times, писал:

«Те, кто наблюдал сегодня утром Везувий, не забудут этого. О кратере, из которого попеременно то сочилось, то било струей яростное вулканическое вещество, забыли при появлении разветвления лавы… это было похоже на чудовищную лапу еще более чудовищного льва, медленно подкрадывающегося к своей жертве.

Лава казалась раскаленной добела, она была оранжево-золотой с редкими черными вкраплениями, волнующимися, как волны. По мере того, как поток приближался, огромные валуны трескались и падали, зажигая небольшие фруктовые деревья… Общий звук напоминал треск бесчисленного множества шлака, выскакивающего из топки. Но иногда большой кусок скалы скорее не ломался, а изгибался, как будто сам дьявол забавлялся с ним, вытягивая и сгибая по своему вкусу…»
После этого извержения на Везувии наблюдается слабая фумарольная активность.